# BMW R26
.

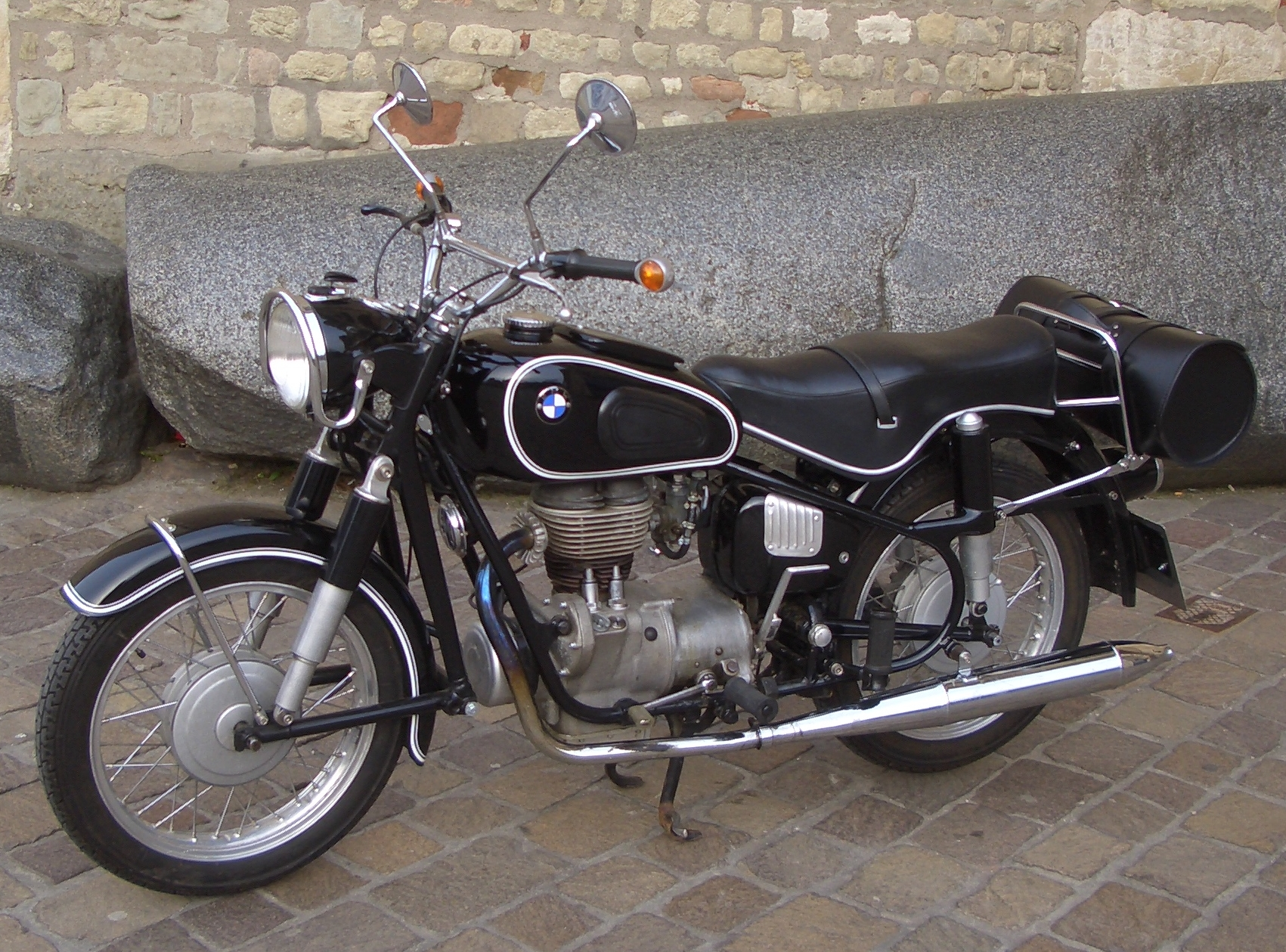
R 26 uit 1960: Denfeld-duozadel, schommelvoorvork, swingarm achtervork en "koeienogen"

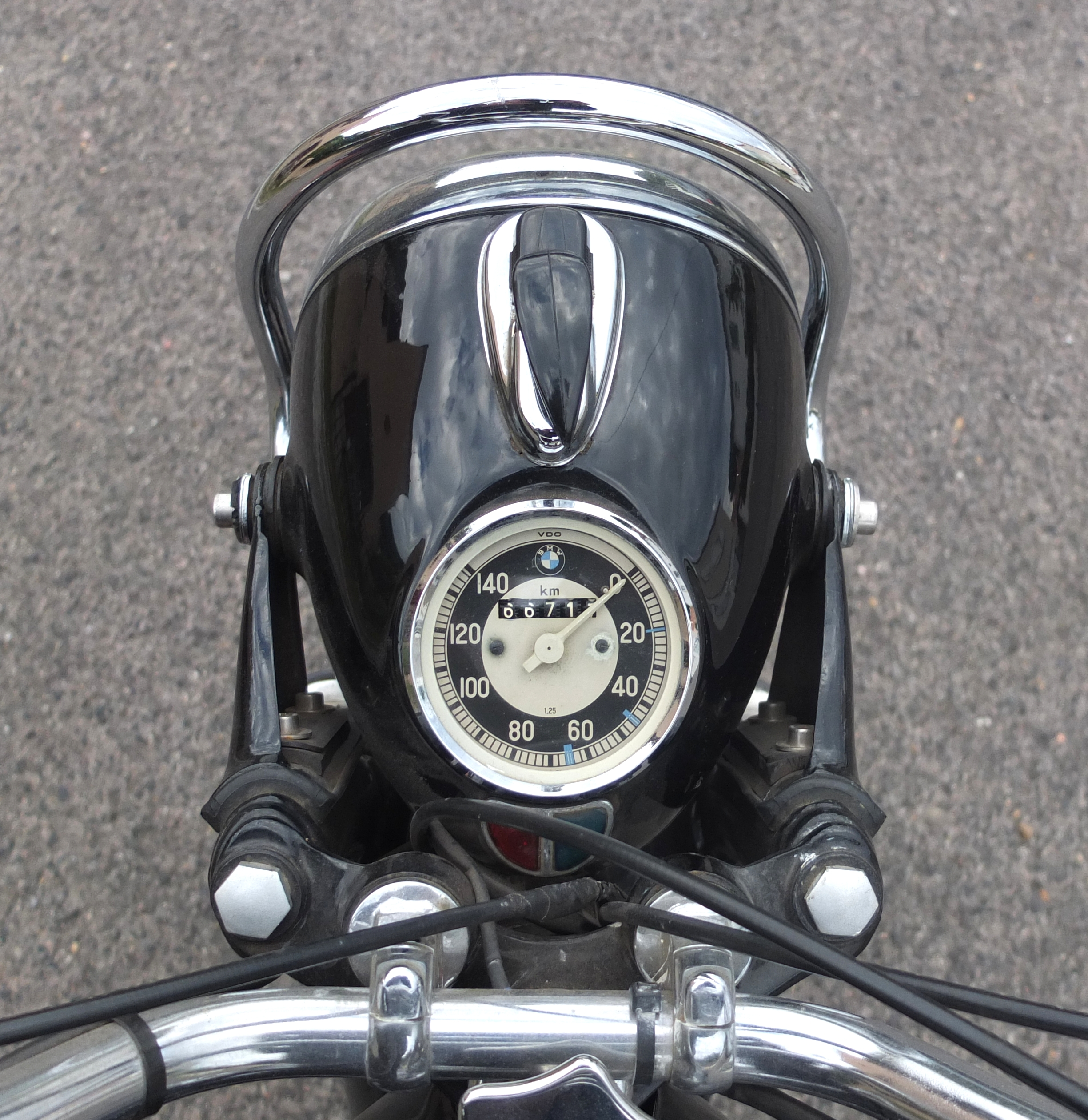
Snelheidsmeter BMW R26

De BMW R 26 is een motorfiets van het merk BMW.

## Voorgeschiedenis
Na de Tweede Wereldoorlog had BMW vanaf 1948 de motorfietsproductie weer opgepakt met 250cc modellen. Achtereenvolgens verschenen de R 24 (1948), de R 25 (1950), R 25/2 (1951) en de R 25/3 (1953). In grote lijnen waren het identieke machines. Ze hadden een "vierkante" (boring x slag 68 x 68 mm) langsgeplaatste eencilinder kopklepmotor. Deze had één nokkenas die via stoterstangen de kopkleppen opende. Ze dreef tevens de oliepomp aan. Zoals inmiddels gebruikelijk zat de gelijkstroomdynamo voor op de krukas. Er was een zwaar vliegwiel gemonteerd, met een kijkgaatje in het carter om de ontsteking af te stellen. De aandrijving verliep via een enkelvoudige droge plaatkoppeling, een voetgeschakelde vierversnellingsbak en uiteraard de cardanas, die van een rubber trillingsdemper was voorzien. Motor en versnellingsbak waren van gegoten aluminium, met gietijzeren cilinders. Achter op de carburateur zat een nat luchtfilter, dat regelmatig ingeolied moest worden, waarna de olie het stof in de aangezogen lucht vasthield. Aan de voorzijde zat een telescoopvork. In de loop van de tijd waren de machines voorzien van plunjer achtervering, volle naaf trommelremmen en was het vermogen gestegen van 12 naar 13 pk. Er waren kogelkoppelingen voor zijspangebruik aangebracht en daarvoor was ook een speciale overbrengingsverhouding in de eindaandrijving leverbaar. De machines waren ook wat “luxer” geworden. Vlak na de oorlog waren het nog “spaarmodellen” zonder chroom en achtervering. De 250cc BMW’s waren weliswaar zeer degelijk gebouwd, maar ze kwamen absoluut vermogen tekort om op dat gebied te concurreren met andere merken.

## R 26
Intussen was BMW hard aan het werk gegaan om op het gebied van motorvermogen de bakens te verzetten. Deze trend was ingezet met de komst van de 600cc R 68 in 1952 en de introductie van de productieracer RS 53. Bovendien had men zich georiënteerd op de bouw van scooters om aan de vraag naar licht en goedkoop vervoer te voldoen. Verder dan enkele prototypes was het scooterproject niet gekomen, en in 1954 had men de keuze bepaald op lichte motorfietsen en de Isetta dwergauto. Groen licht dus voor een verdere verbetering van de 250cc modellen, waarbij een verhoging van het motorvermogen en een verbeterde wegligging prioriteit hadden. De R 26 die in 1955 verscheen had ten opzichte van zijn voorganger R 25/3 een opnieuw vergrote carburateur (een Bing carburateur met een doorlaat van 26mm) en een hogere compressieverhouding gekregen. Dat leverde weer twee extra pk’s op. De machine leverde nu 15 pk bij 6.400 tpm en haalde een behoorlijke topsnelheid van 128 km/uur. Bovendien was het een “Vollschwingen BMW” geworden. Dat hield in dat er aan de voorkant een Earles schommelvoorvork was gemonteerd, terwijil de plunjervering aan de achterkant was vervangen door een achtervork. In de loop der tijd werden ook elektrische richtingaanwijzers (de “Koeienogen”) en een duozadel voor de R 26 leverbaar. De R 26 werd ook ingezet als Behördenmaschine: De machines werden aangeschaft door de Bundeswehr, het Duitse Rode Kruis, de Duitse Politie (voornamelijk als lesmotor). Toen de R 26 in 1960 werd opgevolgd door de R 27 waren er 30.236 stuks geproduceerd.

## Technische Gegevens
| Periode                        | 1955-1960                   | 1955-1960                   | 1955-1960                   |
| Categorie                      | toermotor                   | toermotor                   | toermotor                   |
| Motortype                      | kopklepmotor                | kopklepmotor                | kopklepmotor                |
| Bouwwijze                      | langsgeplaatste eencilinder | langsgeplaatste eencilinder | langsgeplaatste eencilinder |
| boring                         | 68 mm                       | 68 mm                       | 68 mm                       |
| slag                           | 68 mm                       | 68 mm                       | 68 mm                       |
| Cilinderinhoud                 | 247 cc                      | 247 cc                      | 247 cc                      |
| Compressieverhouding           | 7,5 : 1                     | 7,5 : 1                     | 7,5 : 1                     |
| Max. Vermogen                  | 11 kW/15 pk                 |                             |                             |
| Topsnelheid                    | 128 km/h                    | 128 km/h                    | 128 km/h                    |
| Topsnelheid met zijspan        | 90 km/h                     | 90 km/h                     | 90 km/h                     |
| Aandrijving                    | cardanas                    | cardanas                    | cardanas                    |
| Rijwielgedeelte                | dubbel wiegframe, buisframe | dubbel wiegframe, buisframe | dubbel wiegframe, buisframe |
| Leeg gewicht                   | 158 kg                      | 158 kg                      | 158 kg                      |
| Max. totaalgewicht             | 325 kg                      | 325 kg                      | 325 kg                      |
| Max. totaalgewicht met zijspan | 480 kg                      | 480 kg                      | 480 kg                      |
| Tankinhoud                     | 15 liter                    | 15 liter                    | 15 liter                    |
| Voorganger                     | R 25/3                      | R 25/3                      | R 25/3                      |
| Opvolger                       | R 27                        | R 27                        | R 27                        |